# 発見!ファーストペンギン
『GO presents 発見！ファーストペンギン』（ゴー　プレゼンツ　はっけん!ファーストペンギン）は、ニッポン放送で2022年8月7日から2023年3月27日まで、放送していたトーク番組である。

## 番組概要
単独ラジオでの初パーソナリティを務める、青木源太が、コメンテーターと一緒に、日本の企業の経営者や社員の方をゲストに迎え、2週間に及び、地道な努力や、困難に打ち勝ち取った事業・施策など、ビジネスでの「ファーストペンギン」として感じたことを教えてもらうラジオ番組。※放送後には、ポッドキャスト配信も行っている。

## 番組タイトルの由来
番組名である「ファーストペンギン」は、いろいろな意味があるが、この番組は、“ビジネスの世界では、かつて誰も足を踏み入れたことのない領域に挑む企業や創業者を、『新しい切り口』を引き起こす能力が高く、勇気があり物事を恐れない“最初の1羽のペンギン””を発掘していく為に用いられている意味で、使かわれている。

### インタビュアー
- 青木源太（フリーアナウンサー）

### パートナー（交代制）
- 小池藍（THE CREATIVE FUND[4]代表）
- 松田健（GO Creative Director）

## 番組構成
1、青木源太のフリートーク(ひとりごと)
2、オープニングソング(スタッフ選曲)※1コーラスのみ
3、パートナーに、ゲストについて気になる一言。
《コマーシャル》
4、青木アナウンサーの進行とともに、インタビュー形式で、ゲスト登場(遠出が難しいゲストには、リモートで中継して収録する事もある)ゲストによる企業にいきつくまでのトークを展開していく。
5、企業にまつわる強みや、同業者に違う話に進み、未来像をお伺いする。
《コマーシャル》
6、ゲストのお話で伺った感想を、パートナーに伺い、青木アナウンサーからも、ゲストの人物像や企業のビジョンについての感想も話し、番組のアクセス読んでエンディング。

### 番組ゲスト
|        | ゲスト                                              | 企業                            | テーマ                                          | 放送日     |
| 第1回  | 小池藍                                              | THE CREATIVE FUND               | 番組のパートナー紹介                            | 2022.08.08 |
| 第2回  | 松田健                                              | GO                              | 仕事で大切にしているにこと                      | 2022.08.15 |
| 第3回  | 岡井大輝                                            | LUUP                            | フリーになった理由とは？                        | 2022.08.22 |
| 第4回  | 岡井大輝                                            | LUUP                            | サービスを始めた理由                            | 2022.08.29 |
| 第5回  | 山内奏人                                            | WED                             | レシートの価値とは                              | 2022.09.05 |
| 第6回  | 山内奏人                                            | WED                             | 今後のサービス展開について                      | 2022.09.12 |
| 第7回  | ・『CHOOSEBASE SHIBUYA』のディレクター ・伊藤謙太郎 | CHOOSEBASE SHIBUYA 西武・そごう | 「接客」と「表示価格」が無いワケ                | 2022.09.19 |
| 第8回  | ・『CHOOSEBASE SHIBUYA』のディレクター ・伊藤謙太郎 | CHOOSEBASE SHIBUYA 西武・そごう | 店内の建築について                              | 2022.09.26 |
| 第9回  | 阿磨由美子                                          | 帝人                            | RFIDを使ったサービスついて                      | 2022.10.03 |
| 第10回 | 阿磨由美子                                          | 帝人                            | RFIDを使ったサービスついて                      | 2022.10.10 |
| 第11回 | 渡邉賢三、小野かよこ                                | 鹿島建設                        | 地球温暖化の対策の活動ついて                    | 2022.10.17 |
| 第12回 | 渡邉賢三、小野かよこ                                | 鹿島建設                        | 地球温暖化の対策の活動ついて                    | 2022.10.24 |
| 第13回 | 加藤浩嗣、森下雄斗                                  | D2C＆Co ※丸井グループ           | 「D2C＆Co」の役割について                       | 2022.10.31 |
| 第14回 | 加藤浩嗣、森下雄斗                                  | D2C＆Co ※丸井グループ           | 「SDGs」の取り組みについて                      | 2022.11.07 |
| 第15回 | 濱名誠久                                            | ZENB JAPAN                      | 「創立」と「ブランド」について                  | 2022.11.13 |
| 第16回 | 濱名誠久                                            | ZENB JAPAN                      | 「ユーザー」への取り組みついて                  | 2022.11.21 |
| 第17回 | 大久保泰介                                          | PETOKOTO                        | ペットフードの取り組みについて                  | 2022.11.28 |
| 第18回 | 大久保泰介                                          | PETOKOTO                        | 生産と消費の問題解決の取り組み                  | 2022.12.05 |
| 第19回 | 中川元太                                            | Minto                           | 「webtoonとクリエイター支援」の取り組みについて | 2022.12.12 |
| 第20回 | 中川元太                                            | Minto                           | ユーザーとの取り組みについて                    | 2022.12.19 |
| 第21回 | 稲田大輔                                            | atama plus                      | 「AI教育」についての取り組み                    | 2022.12.26 |
| 第22回 | 稲田大輔                                            | atama plus                      | 三井物産時代からブラジル設立について            | 2023.01.02 |
| 第23回 | 広津崇亮                                            | HIROTSU                         | 「線虫」を使った取り組みについて                | 2023.01.09 |
| 第24回 | 広津崇亮                                            | HIROTSU                         | 「研究者」から「経営者」について                | 2023.01.16 |
| 第25回 | 岩元美智彦                                          | JEPLAN                          | リサイクルの取り組みについて                    | 2023.01.22 |
| 第26回 | 岩元美智彦                                          | JEPLAN                          | リサイクルの意識の取り組みついて                | 2023.01.30 |
| 第27回 | 阪根真一                                            | GFIT（ジーフィット）            | グローバルに向けての取り組みについて            | 2023.02.06 |
| 第28回 | 阪根真一                                            | GFIT（ジーフィット）            | ビジネスの経験について                          | 2023.02.13 |
| 第29回 | 金谷元気                                            | akippa                          | 駐車場の取り組みについて                        | 2023.02.27 |
| 第30回 | 金谷元気                                            | akippa                          | 「Jリーガー」から、ビジネスの道について         | 2023.03.06 |
| 第31回 | やまざきひとみ                                      | Ms.Engineer                     | サービスを初めた理由と、その反応                | 2023.03.13 |
| 第32回 | やまざきひとみ                                      | Ms.Engineer                     | 企業を起こした時期と、今後の目標について        | 2023.03.20 |
| 最終回 | 八木太亮                                            | オトナル                        | 広告の強みについてと、今後の挑戦について        | 2023.03.27 |